# Rhaphuma minuta
Rhaphuma minuta là một loài bọ cánh cứng trong họ Cerambycidae.